# Deerhound
Le  lévrier écossais ou Scottish Deerhound est une race de chien originaire d'Écosse. 
Cette race utilisée pour la chasse au daim et au cerf existe depuis plus de 2 000 ans. 
La Fédération cynologique internationale répertorie le lévrier écossais dans le groupe 10, lévriers, section 2, standard no 164.

## Description

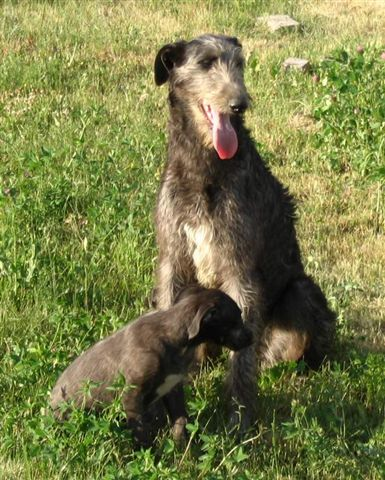
Femelle et chiot Deerhound.

C'est un Lévrier au poil rude, de grande taille, qui a une corpulence plus forte que le greyhound mais moins importante que l'Irish wolfhound.

## Histoire
Cette race ancienne, citée dès le IIIe siècle après J-C, est un descendant du lévrier vertagus ou lévrier celte.
« La plus parfaite créature qui soit », c'est ainsi qu'était décrit le deerhound par le poète Walter Scott (1771-1832).

## Caractère
C'est un lévrier amical, sociable et très fiable. Obéissant et très attaché à son maître, le deerhound aime lui faire plaisir. 
Toutefois, il est un véritable lévrier qui a été sélectionné au cours des générations pour la poursuite. Par conséquent, la plupart des deerhounds seront impatients de chasser.

## Soins et santé
Le lévrier écossais vit environ 9 à 13 ans.
Le jeune a des besoins importants d'exercices pour se développer correctement et être en bonne santé. Cela ne signifie pas qu'il lui faille une grande maison à vivre, mais il doit avoir un accès régulier à un espace de liberté (enclos) pour qu'il puisse se défouler.

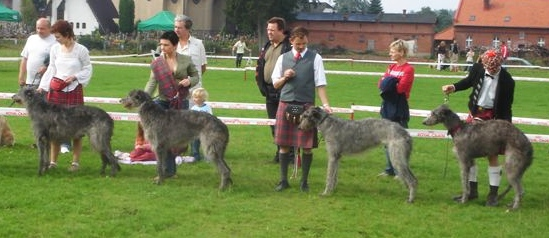
Présentations de deerhounds.

## Sport
- Épreuves de courses sur cynodromes ou racing.
- La poursuite à vue sur leurre (PVL) ou coursing.

## Filmographie
On peut voir des lévriers écossais dans les films suivants :
- Je sais où je vais en 1945 ;
- Greystoke, la légende de Tarzan, en 1984 ;
- Out of Africa en 1985 ;
- Les aventures du Baron de Munchhausen en 1989 ;
- Le Pacte des loups en 2001 ;
- Harry Potter et l'Ordre du phénix en 2007 ;
- Cadavres à la pelle en 2010 ;
- Robin des Bois en 2010 ;
- L'Aigle de la Neuvième Légion en 2011 ;
- Rebelle (film d'animation) en 2012 ;
- Reign (série télévisée) en 2013 ;
- Outlander (série télévisée) en 2014 ;
- Les Chroniques de Shannara (série télévisée) Manx chien du roi Eventine Elessedil, en 2016 ;
- Ragnarök (série télévisée), Trym chien de l'enfer attaque Magne dans la montagne (épisode 4) en 2020.

## Photos

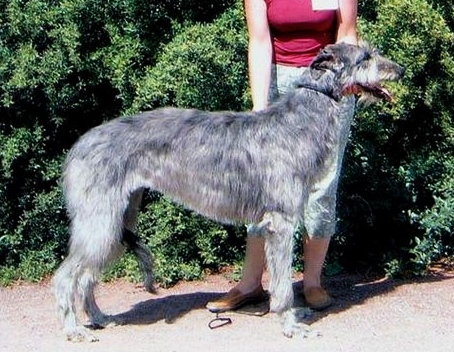
Le deerhound Intch.
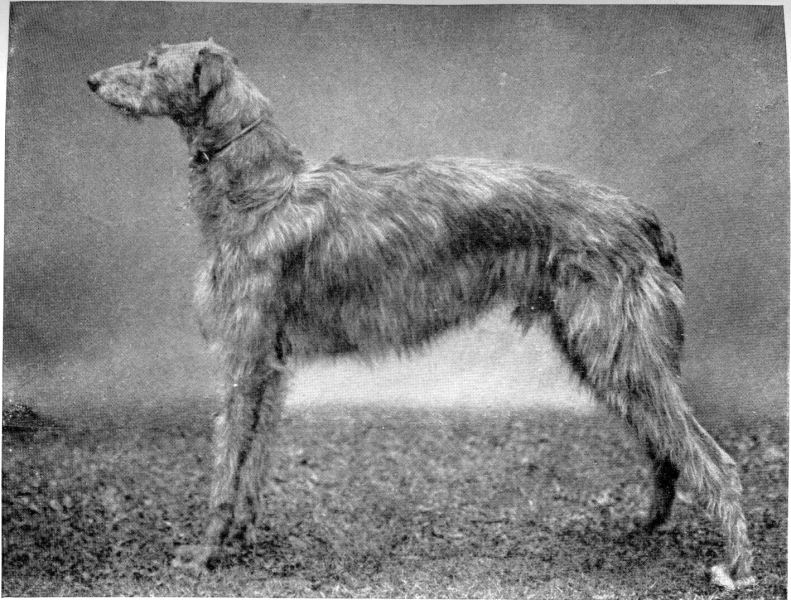
Scottish deerhound.
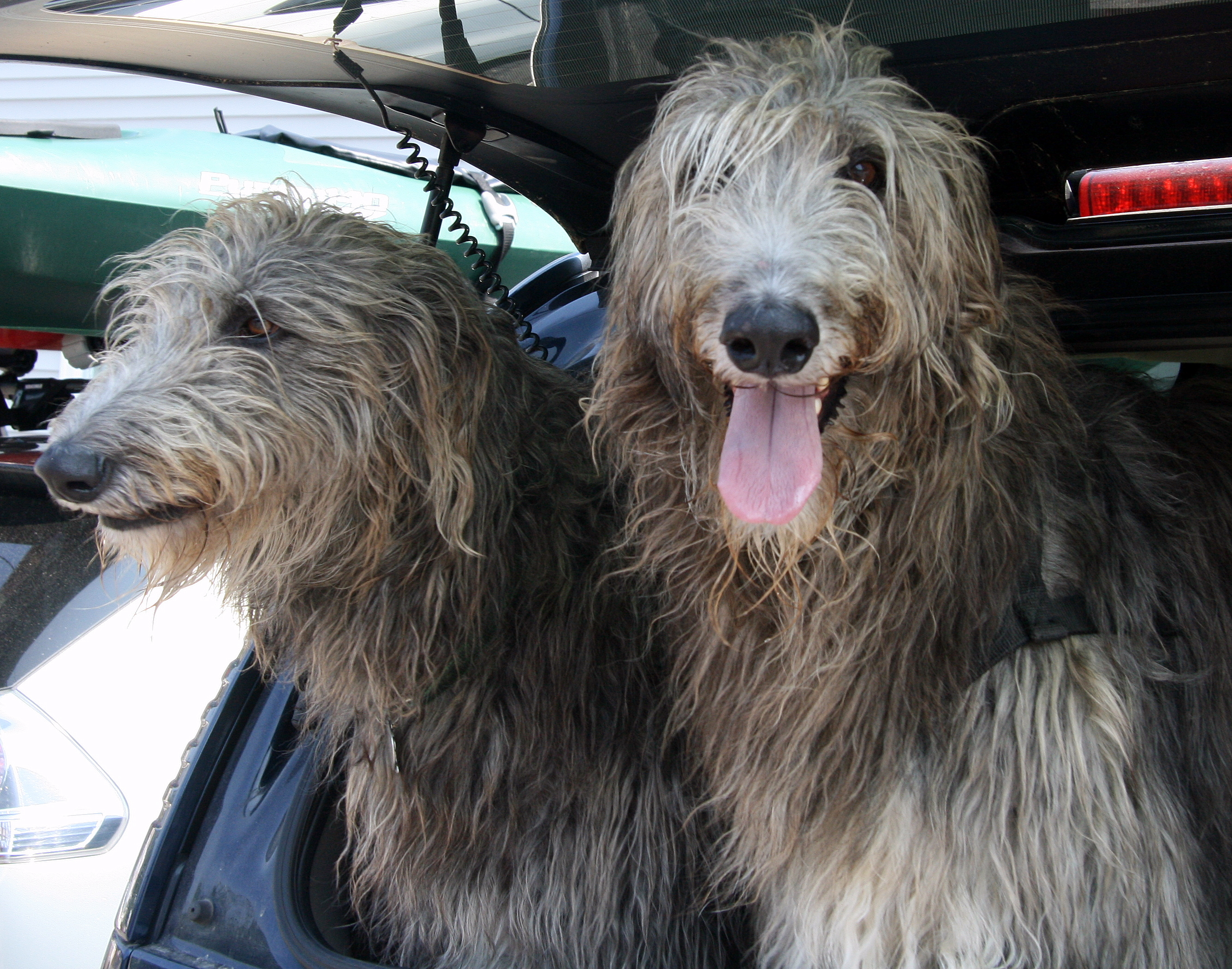
Père et fils.
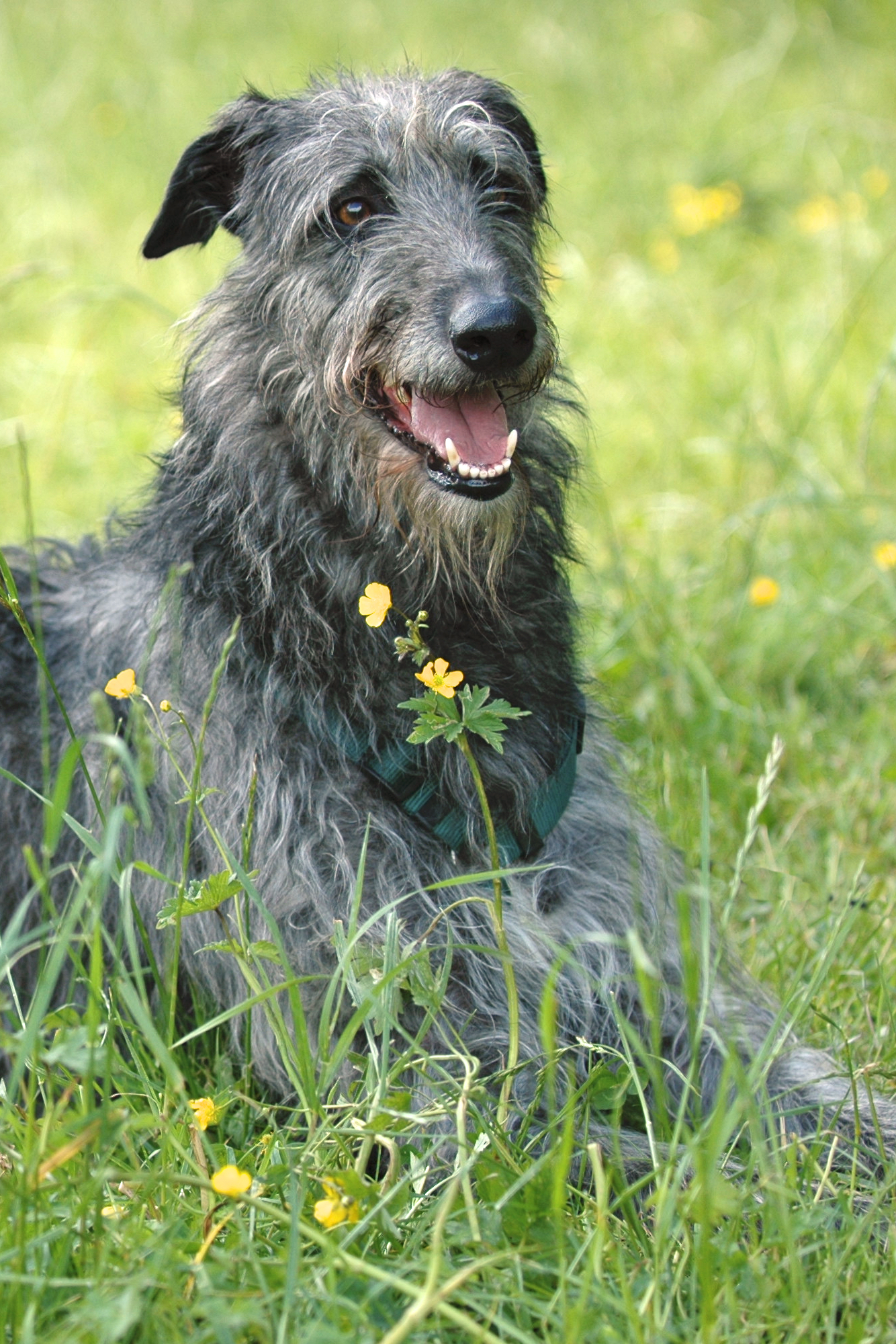
Scottish deerhound mâle, portrait.
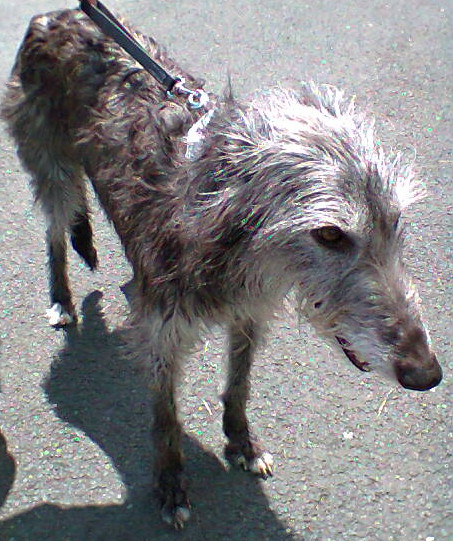
Femelle de 7 ans.
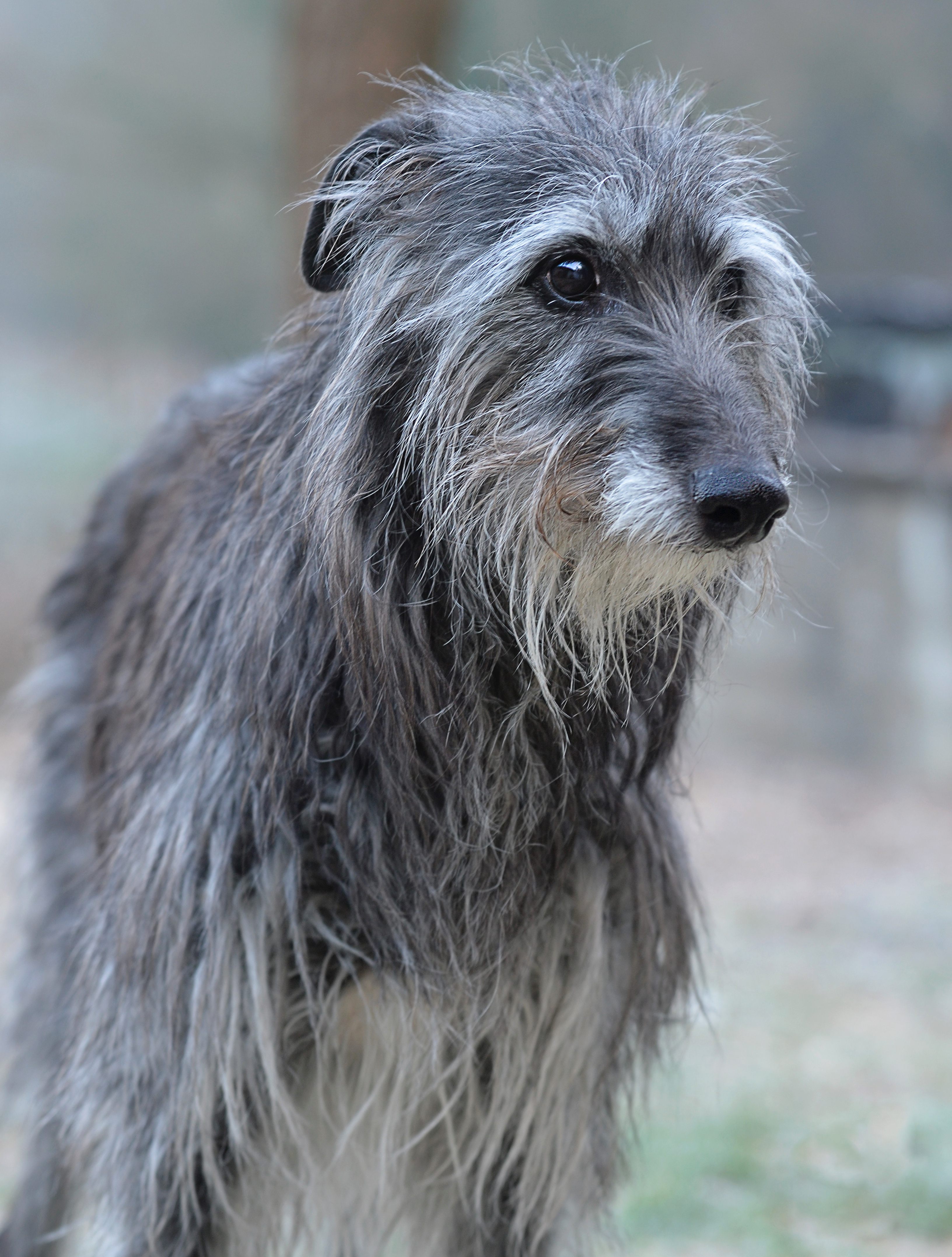
Scottish deerhound femelle de 14 ans.
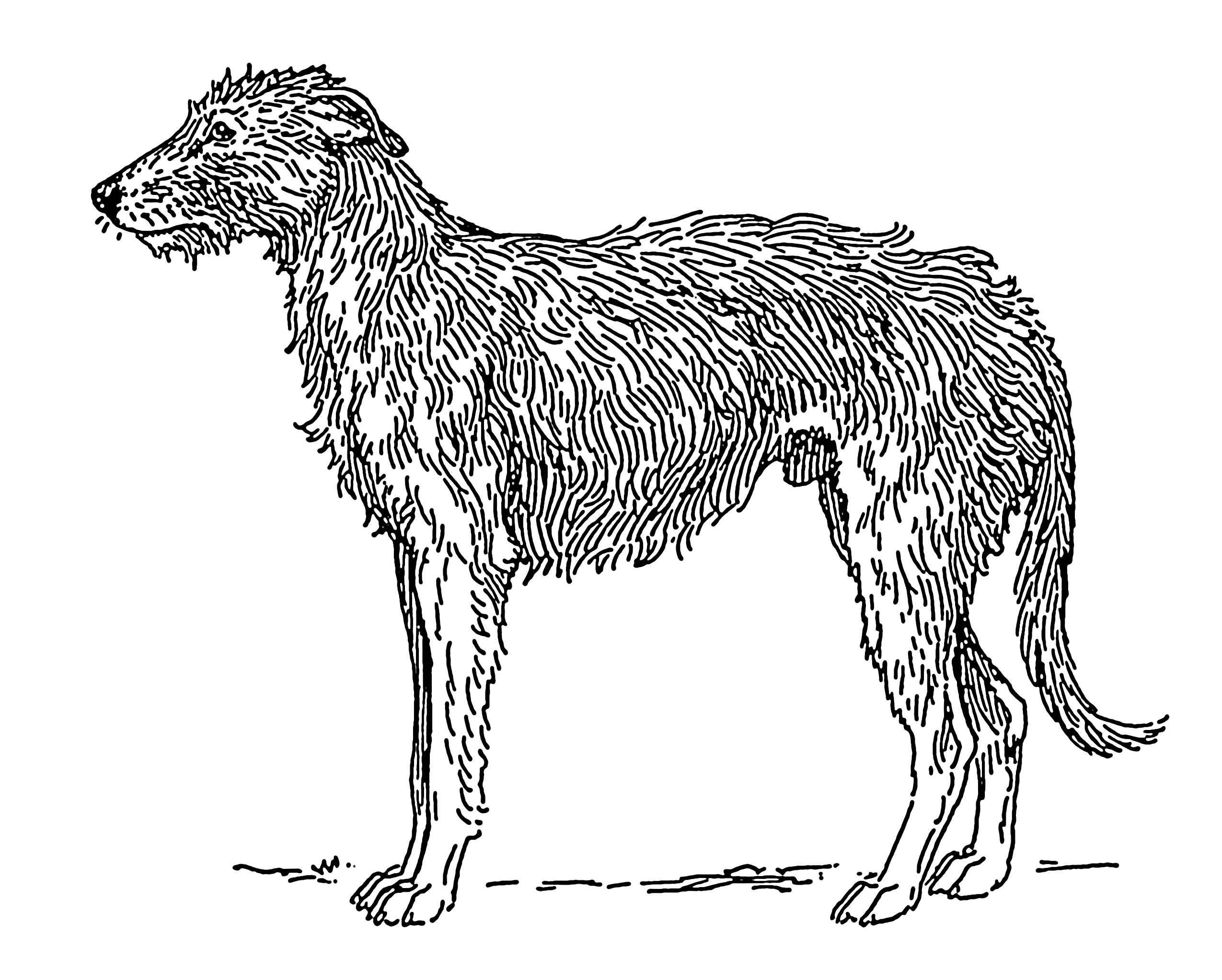
Deerhound.
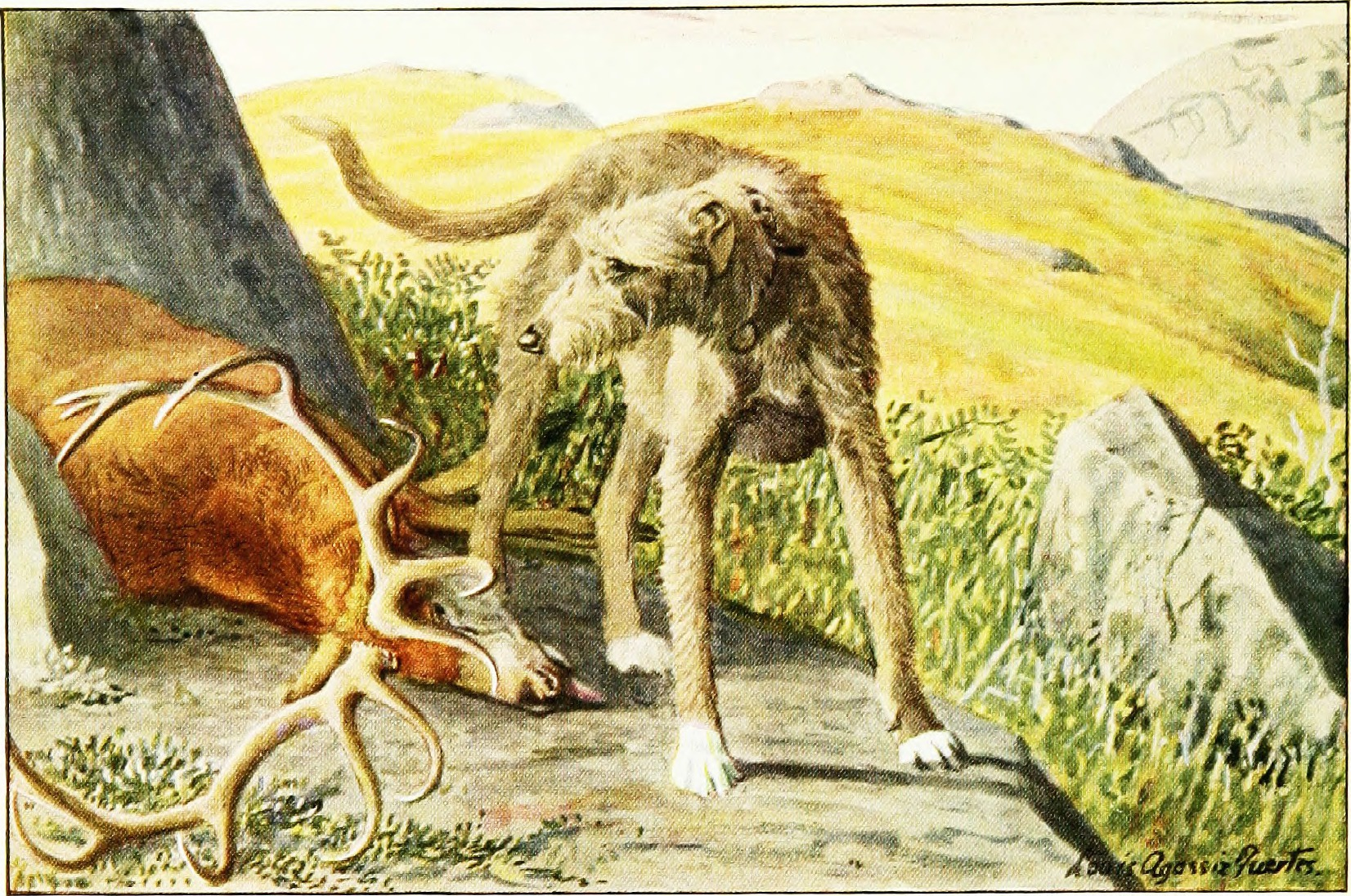
Illustration.
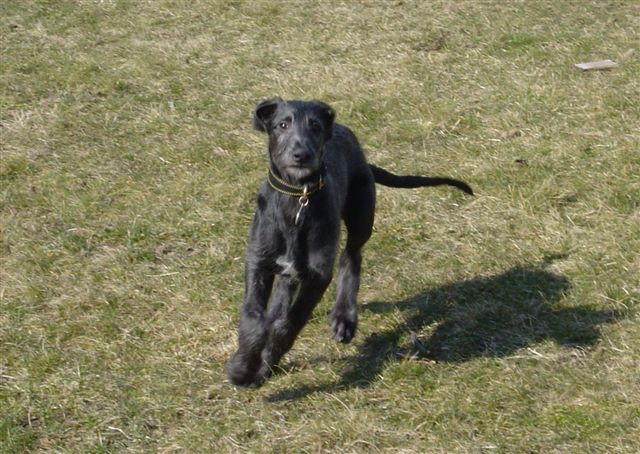
Chiot deerhound âgé de 4 mois.
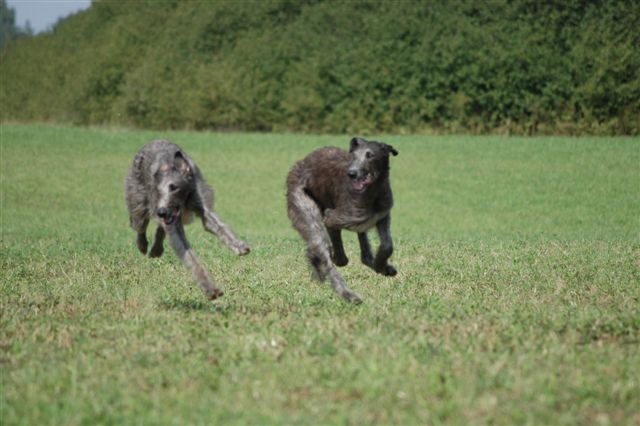
Deerhounds courant.
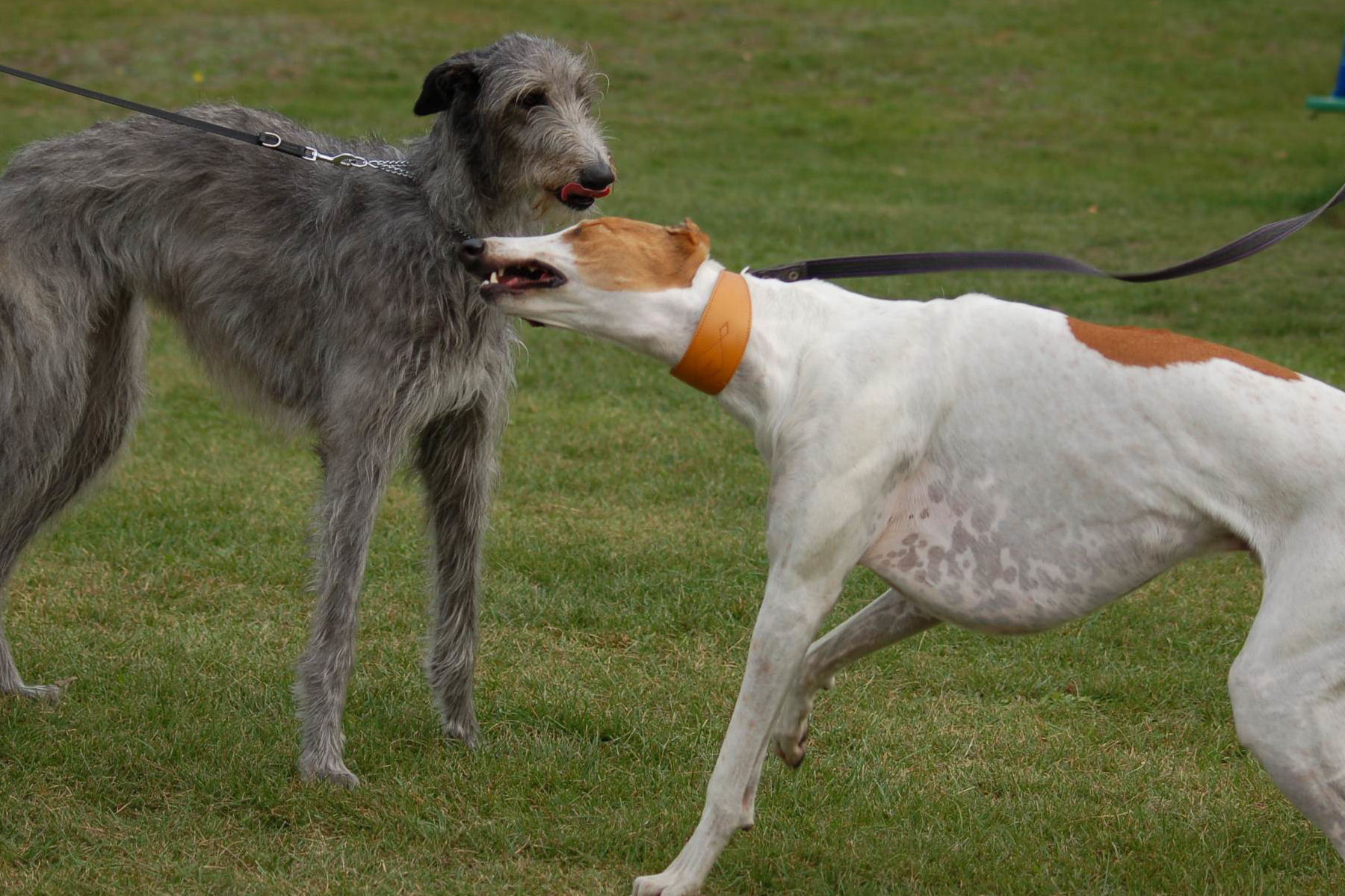
Deerhound et greyhound.
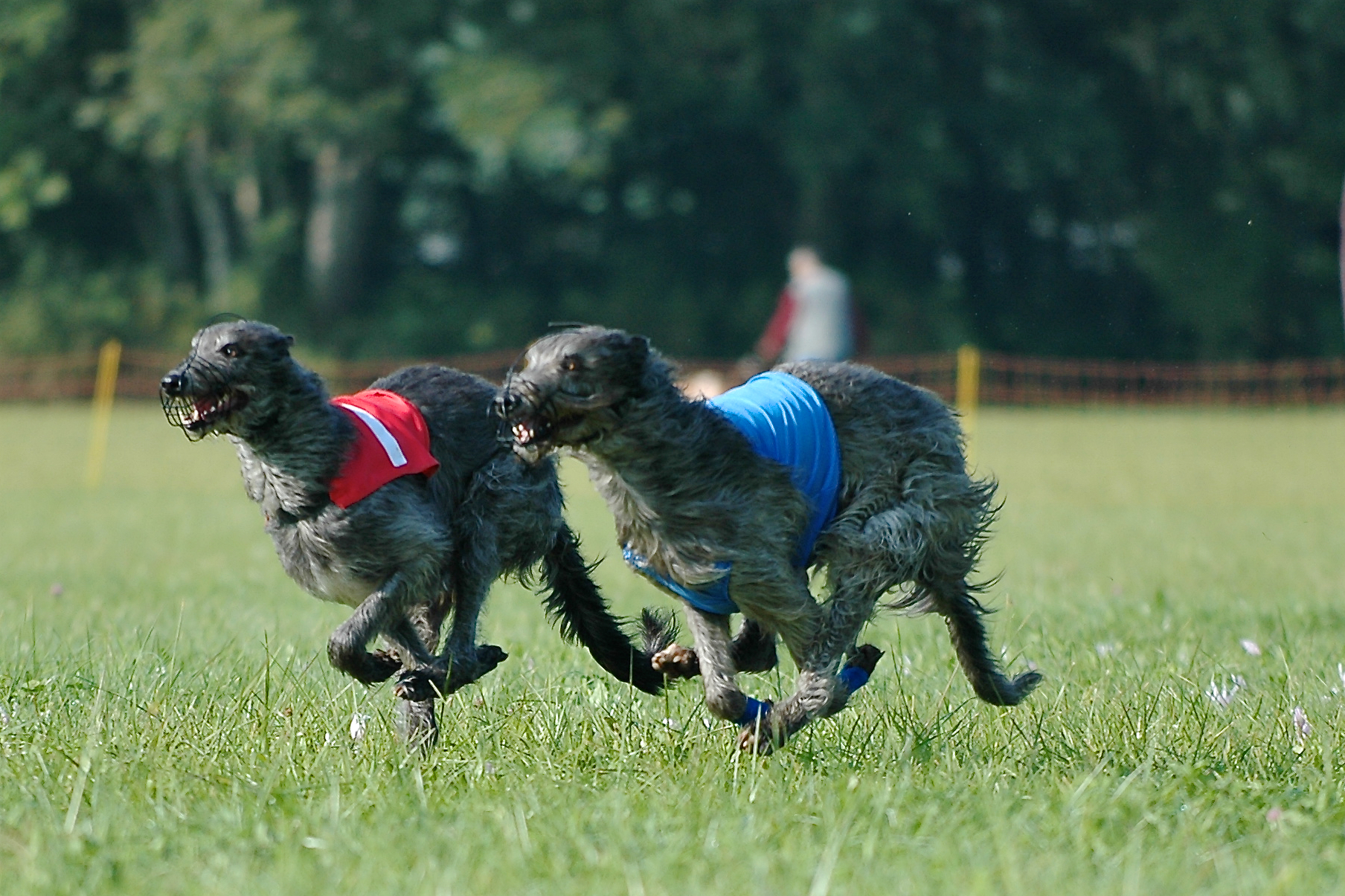
Scottish deerhounds au départ de coursing.
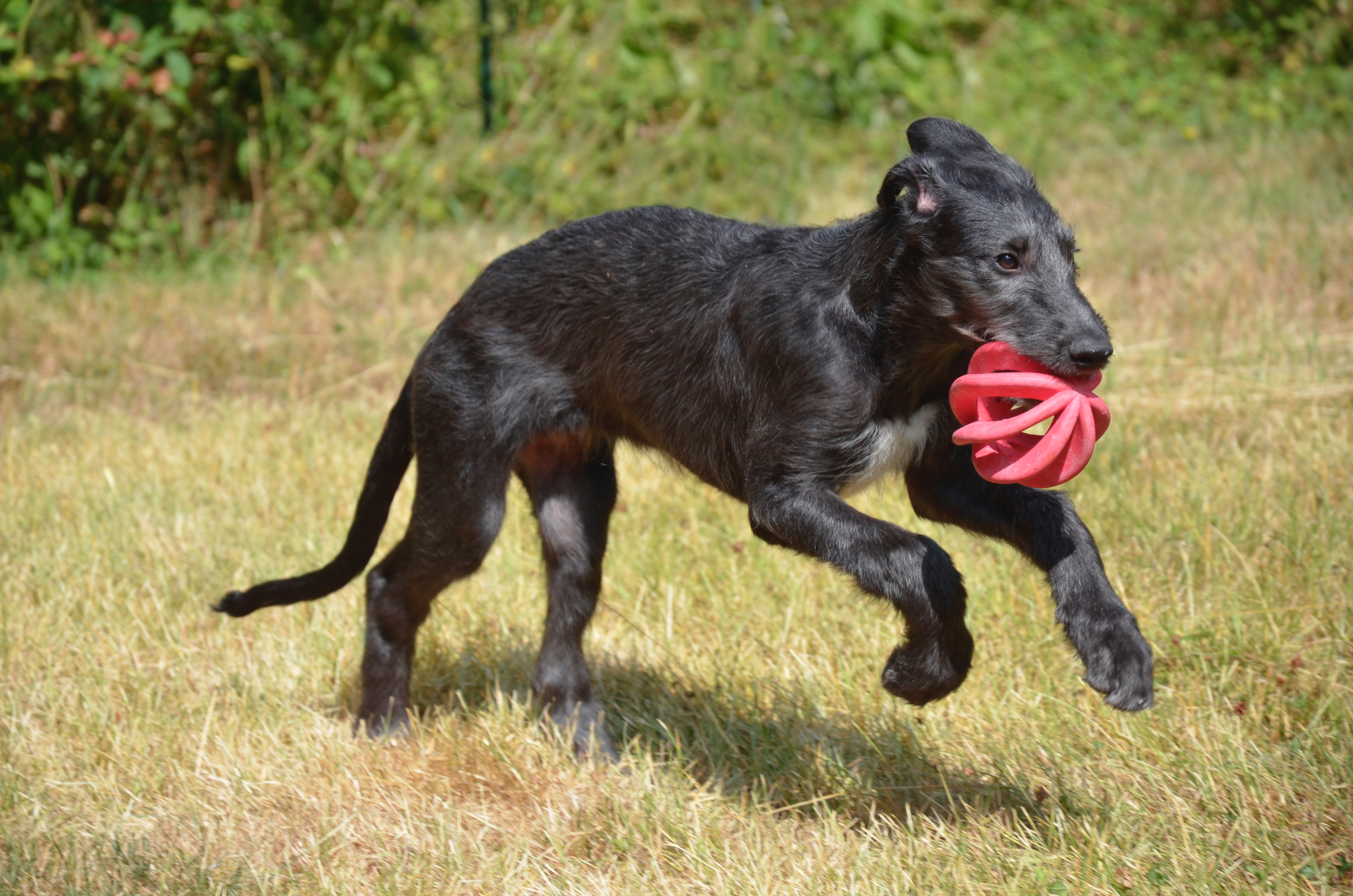
Jeu de chiot deerhound de 3,5 mois .
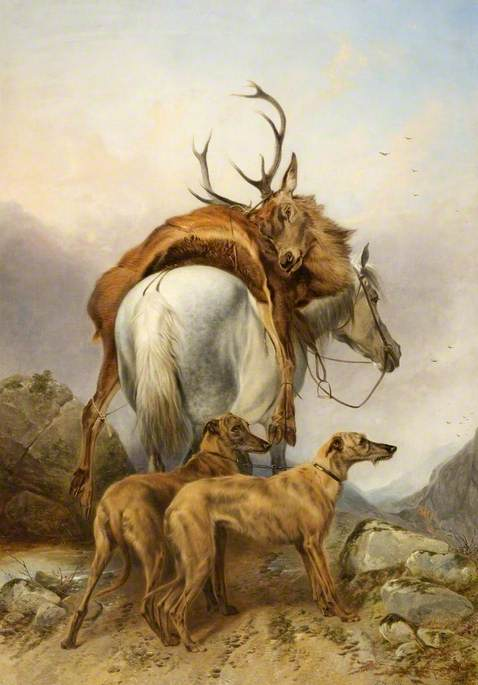
Ansdell, Richard : Cheval portant un cerf mort avec deerhounds (1873).